# Tehuitzo
Tehuitzo är en ort i Mexiko.   Den ligger i kommunen Palmar de Bravo och delstaten Puebla, i den sydöstra delen av landet, 190 km öster om huvudstaden Mexico City. Tehuitzo ligger 2 389 meter över havet och antalet invånare är 741.
Terrängen runt Tehuitzo är kuperad åt sydost, men åt nordväst är den platt. Runt Tehuitzo är det ganska tätbefolkat, med 96 invånare per kvadratkilometer. Närmaste större samhälle är San José Esperanza, 5,5 km nordost om Tehuitzo. Omgivningarna runt Tehuitzo är en mosaik av jordbruksmark och naturlig växtlighet.